# تلمبه محمدحسین بهارلو
تلمبه محمدحسین بهارلو یک منطقهٔ مسکونی در ایران است که در دهستان بختاجرد واقع شده‌است.